# Суханівка (Краматорський район)
Сухані́вка — селище в Україні, у Слов'янській міській територіальній громаді Краматорського району Донецької області. Розташоване на річці Сухий Торець за 94 км від Донецька.

## Географічне розташування
Селище знаходиться за 7 км від Краматорська, у гори Карачун.

## Історія
Заснована як хутір у другій половині XIX ст.
З листопада 1917 року — під владою УНР.
З 29 квітня по 14 грудня 1918 року — в складі Української Держави.
У 1921 році в Суханівці організовано сільськогосподарську комуну, головою якої став Андрій Петрунчик, на честь якого у 1926 році село перейменовано на Андріївку.
Статус селища міського типу Андріївка отримала у 1938 році після об'єднання з прилеглими селами Биківка, Єфанівка, Мазанівка і Хомичівка. 
В ході боїв за Слов'янськ під час війни на сході України в 2014 році селище сильно постраждало.
10 квітня 2024 року Комітет Верховної Ради України з питань організації державної влади, місцевого самоврядування, регіонального розвитку та містобудування підтримав перейменування села на Суханівка. 19 вересня 2024 року Верховна Рада підтримала перейменування селища Андріївка на Суханівка. 26 вересня 2024 року перейменування набуло чинності.

## Населення

### Мова
Розподіл населення за рідною мовою за даними перепису 2001 року:
| Мова            | Кількість | Відсоток |
| --------------- | --------- | -------- |
| російська       | 884       | 66.72%   |
| українська      | 436       | 32.91%   |
| білоруська      | 2         | 0.15%    |
| інші/не вказали | 3         | 0.22%    |
| Усього          | 1325      | 100%     |